# O tym, jak Masza pokłóciła się z poduszką
O tym, jak Masza pokłóciła się z poduszką (ros. Как Маша поссорилась с подушкой) – radziecki krótkometrażowy film animowany z 1977 roku w reżyserii Lwa Milczina. Scenariusz napisała Galina Lebiediewa. Tekst czyta Wasilij Liwanow.

## Animatorzy
Wiktor Szewkow, Aleksandr Panow, Marina Rogowa, Władimir Arbiekow